# Дрезден (Канзас)
Дрезден (англ. Dresden) — місто (англ. city) в США, в окрузі Декатур штату Канзас. Населення — 43 особи (2020).

## Географія
Дрезден розташований за координатами 39°37′18″ пн. ш. 100°25′8″ зх. д. / 39.62167° пн. ш. 100.41889° зх. д. (39.621691, -100.418911).  За даними Бюро перепису населення США в 2010 році місто мало площу 2,44 км², уся площа — суходіл.

## Демографія
Згідно з переписом 2010 року, у місті мешкала 41 особа в 19 домогосподарствах у складі 12 родин. Густота населення становила 17 осіб/км².  Було 29 помешкань (12/км²).
Расовий склад населення:
| - 100,0 % — білих |

До двох чи більше рас належало 0,0 %. Частка іспаномовних становила 0,0 % від усіх жителів.
За віковим діапазоном населення розподілялося таким чином: 22,0 % — особи молодші 18 років, 43,9 % — особи у віці 18—64 років, 34,1 % — особи у віці 65 років та старші. Медіана віку мешканця становила 49,8 року. На 100 осіб жіночої статі у місті припадало 105,0 чоловіків;  на 100 жінок у віці від 18 років та старших — 100,0 чоловіків також старших 18 років.
За межею бідності перебувало 54,5 % осіб, у тому числі 71,4 % дітей у віці до 18 років та 23,1 % осіб у віці 65 років та старших.
Цивільне працевлаштоване населення становило 14 особи. Основні галузі зайнятості: сільське господарство, лісництво, риболовля — 50,0 %, роздрібна торгівля — 21,4 %, транспорт — 14,3 %.